# 시민 혁명
시민 혁명(市民革命)은 봉건제 또는 절대군주제를 타도하고 법률상 자유·평등한 시민계급이 지배하는 사회를 건설하는 정치적·사회적 변혁이다. 마르크스주의 사관에 따르면 이는 봉건 사회에서 자본주의 사회 내지 근대 민족국가로의 역사적 이행기를 상징하며 주로 시민계급(bourgeoisie)에 의하여 수행되므로 부르주아 혁명(영어: bourgeois revolution)이라고도 부른다.
시민 혁명은 시민이 중심이 되어, 특권을 가진 왕이나 귀족에 의해 모든 것이 이루어지던 정치 제도를 없애고, 모든 사람이 주인이며 자유롭고 평등하다는 자유주의 신념을 바탕으로 민주 정치를 확립하려는 데 그 목적이 있었다. 신대륙 발견, 신항로 개척, 상공업 발달, 전제군주의 탄압 등이 시민 혁명의 배경이다. 영국의 청교도 혁명(1642년-1649년)과 명예 혁명(1688년), 미국 독립혁명(1775년-1783년), 그리고 프랑스 혁명(1789년-1799년)은 그 전형적인 예들이다.

## 결과
시민 혁명의 결과로 민족주의, 민주주의, 자유주의가 등장하기 시작했다.

### 민족주의
시민 혁명은 절대군주 국가 내의 복잡기괴한 장벽을 일시에 타파하여 진정한 국민적 통일을 이룩했다. 절대주의가 중앙집권화를 크게 촉진한 것은 사실이나, 가장 정력적이었던 프랑스에서도 혁명 전에 명확한 국경선조차 확정되지 못하고 있던 형편이었다. 따라서 군왕 사이에 판역(版域)이 서로 교착(交錯)되는 일도 적지 않았다. 한편 지방제도를 보더라도 국왕의 직할지와 지방 등족회의(等族會議)의 관할지 등으로 나누어져 있어 전연 통일을 이룩하지 못했고, 또한 군왕의 혈연관계, 귀족의 국제적 계급성 등으로 이른바 '국민이 조직되지 못하고 여러 갈래로 흩어진 집합체'에 불과했다. 이러한 프랑스를 대내외적으로 공고하게 조직된 통일 프랑스로 탈피시킨 것은 실로 프랑스 혁명이었다. 근대적 민족주의는 프랑스 혁명의 아들이라고 하는 소이(所以)는 바로 여기에 있다. 혁명 프랑스의 민족주의는 마침내 혁명전쟁과 나폴레옹 전쟁을 통해 전 유럽 제국에서 근대 민족주의를 촉발·육성했다. 이리하여 국제 정치에 있어서는 배타적 민족국가(국민국가)가 완성되어 자국의 번영과 영광과 위대성만을 현실정책으로 삼아, 후진 지역에 방대한 식민지 내지 반식민지를 획득함으로써 국가적 이기심을 충족시키게 되었다. 그러나 한편 근대적 민족국가는 당시 유럽에 있어서 세력균형(勢力均衡)에 의한 일종의 국제협조를 이룩하고 있었다. 이것을 근대국가체계(modern state system)라 일컫지만 그 전제는 영국의 압도적인 세력과 근대민족국가 간의 흥정의 대상이 되었던 식민지·반식민지의 존재였다. 그러나 독일 통일을 계기로 하여 팍스 브리태니카(Pax Britannica)를 위협하게 되고, 더욱이 후진 지역에서 민족주의의 개화와 결실을 보게 되자, 근대국가체계는 근저에서 동요되어 동란의 세계로 돌입하게 된다.이후 중학교 사회 교과서에서 영국, 프랑스, 미국과 같이 대표적 시민혁명으로 다루고 있다.

### 민주주의
시민 혁명은 신권설(神權說)을 배경으로 하는 군주주권을 타도하고 국민주권을 수립했다. 즉 국권의 군주적 사권화(私權化)를 철저히 배격함으로써 국내적으로는 민주주의의 승리를 이룩하였다. 찰스 1세와 루이 16세의 운명은 절대군주의 자의(恣意)와 전횡에 대한 중대한 경고였다. 그러나 영국과 프랑스에서는 그 후 왕정이 복고되어 국민주권은 군주주권과 타협하기도 교체하기도 해야만 했다. 그러면서도 주권재민(主權在民)의 원칙은 주권재군(主權在君)의 원리를 일보 일보 몰아가서, 마침내 1917년-1918년에는 로마노프·합스부르크·호엔촐레른 3왕조의 붕괴로 국민주권은 결정적 승리를 거두었던 것이다. 그러나 문제는 아직 남아 있었는데 그것은 주권을 보유하는 국민의 범위의 문제이다. 자코뱅 당(黨)은 확실히 국민의 범위를 문자 그대로 전 국민에까지 확대시켰지만, 그 후 2월 혁명에 이르는 60년간의 역사는 국민의 범위가 부르주아지로 축소되기도 하고 재확장되기도 하여 신축을 되풀이하는 과정이었다. 영국, 프랑스, 독일 등의 국가에서도 선거권(選擧權)이 완전히 보통·평등하게 되기에는 장구한 시일이 필요했던 것이다.

### 자유주의
시민 혁명은 기본적 인권의 확보를 통해 자유주의의 터전을 닦았다. 즉 정치면에 있어서 국민주권의 원칙을 수립함으로서 절대군주의 자의와 전횡을 배제할 수는 있었으나, 한편 주권자인 국민의 자의와 전횡이라는 새로운 위험이 생겨났으므로, 이에 국민은 국민주권과 더불어 기본적 인권을 확보해야만 했다. 기본적 인권은 이른바 천부불가양(天賦不可讓)의 기본적 인권이라는 계열 이외에 봉건 계약에 연유하는 신민(臣民)의 역사적 권리라는 별개의 흐름이 있다. 귀족과 도시의 봉건적 특권, 특히 대헌장(Magna Carta)에서 권리장전(Bill of Rights)로 연속적으로 발전한 영국에서는 후자의 역사적 권리가 자유주의의 주류가 되고, 봉건적 특권의 흐름이 단절된 프랑스에서는 전자의 천부인권이 지배적이었다. 그러나 이 두 조류는 19세기 중에 합류·보완되어 어떤 형태이건 간에 국민의 기본권을 헌법에 규정하는 것이 근대국가의 불가결의 조건으로 되었다. 물론 국민의 기본권을 보장한다는 근대 자유주의 국가의 전제는 외전내란(外戰內亂)에 있어서는 위태롭게 되므로, 국제평화와 성내평화(城內平和)야말로 근대국가의 자유주의에 대한 대전제로 되는 것이었다.
한편 시민 혁명의 승리는 다름 아닌 신흥 자본가 계급의 승리였으므로 경제면에 있어서는 이른바 애덤 스미스의 예정조화론에 입각하는 자유방임주의로 내달리게 되었다. 이리하여 자본주의 체제가 확립되었지만 이것은 생산력의 증강에 크게 이바지하면서도 그 진행에 따라 국내적으로는 사회적 동질성을 파괴하여 계급 대립을 격화시키고, 경제력의 횡포가 드디어 정치적 권리를 유명무실한 것으로 만들고 말았다. 또한 국제적으로는 민족주의와 결탁하여 제국주의로 나가게 하고, 마침내는 고이윤(高利潤)의 확보를 위하여 후진 지역에 자본 수출을 실시하게 되고, 나아가서는 정치적으로 지배하지 않을 수 없게 했다. 이에 배타적이며 단일민족적이던 근대국가의 경제기반이 그 자체 속에 이질적이며 비단일민족적인 요소를 구조적으로 내포하게 되어 자기 모순을 피치 못하게 했다. 그리고 근대국가가 본질상 배타적 군사국가의 요소를 지양(止揚)할 수 없는 데서 국제 긴장의 격화에 따라 식민지 인구의 필요, 전략지대(戰略地帶)의 설정, 전시 생산의 후보지로서의 식민지의 가치가 중요시되어 불가불 식민지의 산업화를 가져와 그 결과로 토착민의 민족의식을 육성하게 되었던 것이다.

## 같이 보기
- 프랑스 혁명
- 미국 혁명
- 명예 혁명